# Taylor Creek (Floride)
Taylor Creek est une census-designated place du comté d'Okeechobee, dans l'État de Floride, aux États-Unis,. En 2020, elle compte une population de 4 470 habitants.